# ساوونیا
ساوونیا (به ایتالیایی: Savogna) یک کومونه در ایتالیا است که در استان اودینه واقع شده‌است.

## خصوصیات
ساوونیا ۲۲٫۱ کیلومترمربع مساحت و ۴۹۰ نفر جمعیت دارد و ۲۳۵ متر بالاتر از سطح دریا واقع شده‌است.